# Ironman d'Hawaï 1982 (février)
Navigation
Édition précédente Édition suivante
L'Ironman d'Hawaï 1982 (février) se déroule le 6 février 1982 à Kailua-Kona dans l'État d'Hawaï. Il est organisé par la Hawaï Triathlon Corporation, il est le dernier organisé à cette date, qui est remplacé par le mois d'octobre.  C'est au cours de cette édition que fut filmé la scène et ses effets dramatiques retransmis dans le monde entier de Julie Moss rampant vers l'arrivée et qui fait connaitre au public l'existence de cette compétition hors-normes.

## Résumé historique
Arès les premières éditions couvertes par la presse sportive et rediffusées par la chaine ABC, l'édition 1982 est pour la première fois retransmise en direct, dans l’émission Wide World of Sports. 
L'étudiante en physiologie  Julie Moss qui prépare une thèse sur les effets physiques et physiologiques méconnus à cette époque sur les sportifs lors des courses d'endurance, prend le départ de l'épreuve. Sa mésaventure lors de l'épreuve retransmise en direct donne une dimension internationale à l’épreuve et contribue à forger la devise de l'Ironman Anything is possible (tout est possible).
En tête de la pendant toute la durée de la course, elle cède inexorablement son avance à trois kilomètres de l'arrivée totalement déshydraté. Elle se met à tituber à 400 mètres de l'arrivée et n'arrive plus à se mouvoir en droite ligne, elle tombe et se relève plusieurs fois et s’écroule complètement à moins de 10 mètres de ligne d'arrivée. L'Américaine Kathleen McCartney la double à cet instant. Julie Moss dans un état second ne renonce pas et se met à ramper vers la ligne d'arrivée qu'elle franchit ainsi, 39 secondes après sa compatriote.

## Résultats

### Hommes
| Pos.     | Temps            | Nom            | Pays       | Détail temps    | Détail temps | Détail temps    | Détail temps | Détail temps    |
| Pos.     | Temps            | Nom            | Pays       | Natation        | T1           | Cyclisme        | T2           | Course à pied   |
| -------- | ---------------- | -------------- | ---------- | --------------- | ------------ | --------------- | ------------ | --------------- |
|          | 09 h 19 min 41 s | Scott Tinley   | États-Unis | 1 h 10 min 45 s | 0 min 00 s   | 5 h 05 min 11 s | 0 min 00 s   | 3 h 03 min 45 s |
|          | 09 h 36 min 57 s | Dave Scott     | États-Unis | 58 min 39 s     | 0 min 00 s   | 5 h 17 min 16 s | 0 min 00 s   | 3 h 21 min 02 s |
|          | 09 h 53 min 16 s | Jeff Tinley    | États-Unis | 1 h 13 min 02 s | 0 min 00 s   | 5 h 27 min 45 s | 0 min 00 s   | 3 h 12 min 29 s |
| 4        | 09 h 57 min 15 s | Mark Sisson    | États-Unis | 1 h 18 min 18 s | 0 min 00 s   | 5 h 21 min 23 s | 0 min 00 s   | 3 h 17 min 34 s |
| 5        | 10 h 02 min 37 s | Reed Gregerson | États-Unis | 1 h 05 min 00 s | 0 min 00 s   | 5 h 31 min 54 s | 0 min 00 s   | 3 h 25 min 43 s |
| 6        | 10 h 10 min 39 s | Jeff Jones     | États-Unis | 1 h 03 min 40 s | 0 min 00 s   | 5 h 33 min 27 s | 0 min 00 s   | 3 h 33 min 32 s |
| 7        | 10 h 13 min 51 s | Greg Reddan    | États-Unis | 1 h 04 min 30 s | 0 min 00 s   | 5 h 52 min 53 s | 0 min 00 s   | 3 h 16 min 28 s |
| 8        | 10 h 15 min 44 s | Kim Bushong    | États-Unis | 58 min 29 s     | 0 min 00 s   | 5 h 08 min 11 s | 0 min 00 s   | 4 h 09 min 04 s |
| 9        | 10 h 17 min 18 s | Thomas Boughey | États-Unis | 1 h 02 min 00 s | 0 min 00 s   | 5 h 39 min 54 s | 0 min 00 s   | 3 h 35 min 24 s |
| 10       | 10 h 18 min 06 s | Tom Warren     | États-Unis | 1 h 03 min 41 s | 0 min 00 s   | 5 h 26 min 03 s | 0 min 00 s   | 3 h 48 min 22 s |
| Source : |                  |                |            |                 |              |                 |              |                 |

### Femmes
| Pos.     | Temps            | Nom                | Pays       | Détail temps    | Détail temps | Détail temps    | Détail temps | Détail temps    |
| Pos.     | Temps            | Nom                | Pays       | Natation        | T1           | Cyclisme        | T2           | Course à pied   |
| -------- | ---------------- | ------------------ | ---------- | --------------- | ------------ | --------------- | ------------ | --------------- |
|          | 11 h 09 min 40 s | Kathleen McCartney | États-Unis | 1 h 32 min 00 s | 0 min 00 s   | 5 h 51 min 12 s | 0 min 00 s   | 3 h 46 min 28 s |
|          | 11 h 10 min 09 s | Julie Moss         | États-Unis | 1 h 11 min 00 s | 0 min 00 s   | 5 h 53 min 39 s | 0 min 00 s   | 4 h 05 min 30 s |
|          | 11 h 51 min 00 s | Lyn Brooks         | États-Unis | 1 h 19 min 30 s | 0 min 00 s   | 6 h 38 min 02 s | 0 min 00 s   | 3 h 53 min 29 s |
| 4        | 11 h 51 min 00 s | Sally Edwards      | États-Unis | 1 h 36 min 30 s | 0 min 00 s   | 6 h 30 min 06 s | 0 min 00 s   | 3 h 44 min 24 s |
| 5        | 11 h 57 min 58 s | Cheryl Lloyd       | États-Unis | 1 h 23 min 31 s | 0 min 00 s   | 6 h 01 min 50 s | 0 min 00 s   | 4 h 32 min 38 s |
| 6        | 11 h 57 min 58 s | Claire McCarty     | États-Unis | 1 h 20 min 01 s | 0 min 00 s   | 6 h 21 min 33 s | 0 min 00 s   | 4 h 16 min 24 s |
| 7        | 12 h 00 min 37 s | Cherry Stockton    | États-Unis | 1 h 44 min 35 s | 0 min 00 s   | 6 h 06 min 47 s | 0 min 00 s   | 4 h 09 min 15 s |
| 8        | 12 h 13 min 32 s | Eva Oberth         | États-Unis | 1 h 19 min 48 s | 0 min 00 s   | 6 h 27 min 41 s | 0 min 00 s   | 4 h 26 min 03 s |
| 9        | 12 h 19 min 53 s | Ann Darlene Drumm  | États-Unis | 1 h 15 min 17 s | 0 min 00 s   | 6 h 32 min 08 s | 0 min 00 s   | 4 h 32 min 28 s |
| 10       | 12 h 25 min 34 s | Shawn Wilson       | États-Unis | 1 h 01 min 27 s | 0 min 00 s   | 6 h 26 min 04 s | 0 min 00 s   | 4 h 58 min 03 s |
| Source : |                  |                    |            |                 |              |                 |              |                 |